# Lachsforelle

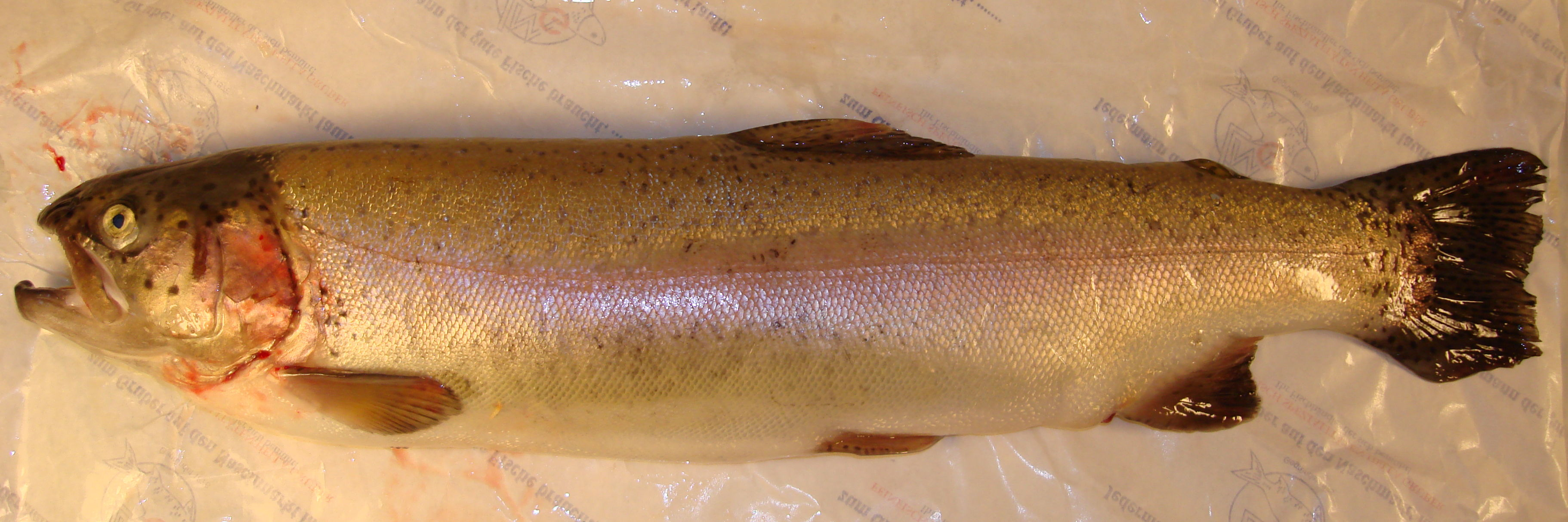
Lachsforelle (Regenbogenforelle) ca. 1 kg

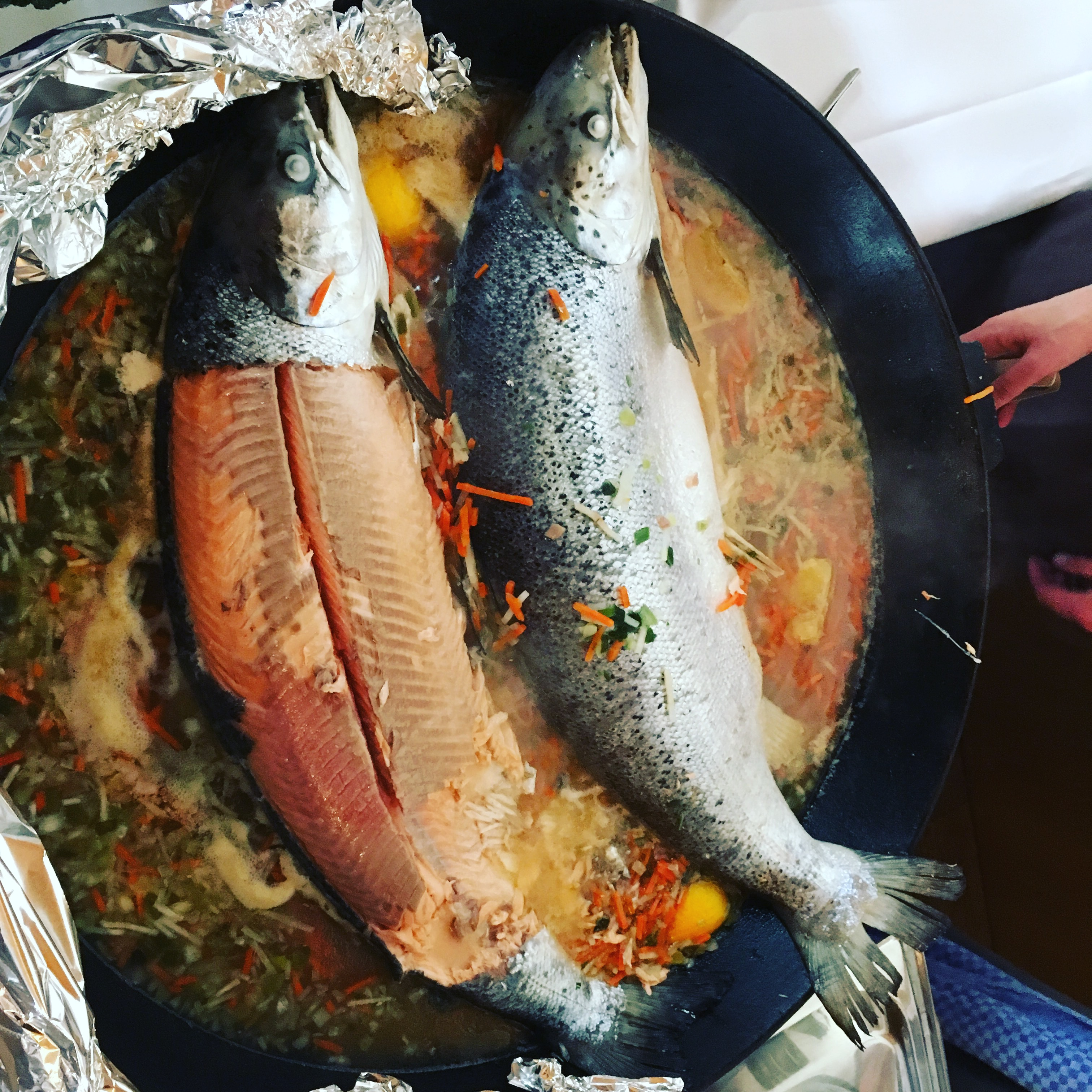
Forellen in der Pfanne

Lachsforelle ist eine Handelsbezeichnung für große, rotfleischige Forellen mit einem Gewicht von mehr als 1,5 kg.
Aus zoologischer Sicht sind alle Forellen Lachsfische, einige gehören mit dem Atlantischen Lachs sogar in dieselbe Gattung (Salmo), jedoch gibt es keine eigene Art Lachsforelle. Unter der Bezeichnung „Lachsforelle“ können vielmehr folgende Fische angeboten werden, sofern ihr Fleisch rosa oder orange bis rot gefärbt ist:
- Bachforelle (Salmo trutta fario)
- Seeforelle (Salmo trutta lacustris)
- Meerforelle (Salmo trutta trutta)
- Regenbogenforelle (Oncorhynchus mykiss)[3][4]

Die Bezeichnung von Fischerzeugnissen ist EU-weit rechtlich geregelt. In Deutschland wurde ein entsprechendes Verzeichnis von der Bundesanstalt für Landwirtschaft und Ernährung (BLE) veröffentlicht.
Die rötliche Fleischfärbung ergibt sich durch die Art der Nahrung. Bei der Lachsforellenzucht in Aquakultur wird durch den Zusatz des Carotinoids Astaxanthin im Futter die Farbe des Fischfleischs gezielt so beeinflusst, dass die Tiere an Lachs erinnerndes leicht rötliches Fleisch besitzen. Heute im Handel erhältliche Lachsforellen sind in der Regel gezüchtete, besonders große Regenbogenforellen.
Auch in der Natur aufgewachsene Forellen können dieses Carotinoid über die Nahrung aufnehmen, vor allem die Meerforelle, die sich unter anderem von kleinen Krebsen ernährt. So kann auch bei diesen Forellen das Fischfleisch eine rötliche Farbe annehmen.
Es ist zulässig, dem Futter von Nutztieren Carotinoide zuzusetzen. Außer bei Zuchtforellen ist das auch bei der Lachszucht üblich. Auch Hühner erhalten Carotinoid-haltiges Futter, um die Farbe des Eigelbs zu intensivieren. Für den Zusatz dieser Stoffe gelten rechtsverbindliche Höchstmengen.
Regenbogen-Lachsforellen sind wegen ihrer Größe und Fütterung deutlich fettreicher (6 bis 10 % Fett) als wildlebende Regenbogenforellen (2 bis 4 % Fett), aber magerer als Zuchtlachse (15 bis 20 % Fett) oder wildlebende Lachse (10 bis 14 % Fett).